# 南種子町立南種子中学校
南種子町立南種子中学校（みなみたねちょうりつみなみたねちゅうがっこう）は、鹿児島県熊毛郡南種子町中之下にある町立の中学校。

## 歴史
1994年（平成6年）4月に南種子町内の5中学校を統合し、南種子町立南種子中学校が開校した。2013年（平成15年）に開校20周年を迎えた。

## 校区
- 南種子町全域

## 部活動
- 野球
- ソフトテニス
- 吹奏楽
- スポーツ文化